# Просундуй
Просундуй - урочище в Заполярном районе Ненецкого автономного округа -  бывший выселок Приморско-Куйского сельсовета. Выселок находился в верховьях притока Печоры - реки Куи, в 46 километрах от деревни Никитцы. В списках населённых мест Пустозерской волости впервые упоминается в 1859 году, когда в Просундуе был 1 двор, в нём проживали 12 человек. Главными занятиями жителей был рыболовство и животноводство.

## История
По переписи 1897 года, в Просундуе проживали 10 человек. В 1914 году в выселке был 1 двор, в нём проживали 10 человек; в 1922 году - 2 двора, 22 человека.
В 1950-е годы Просундуй также называли "Курсом", так как что через него проходил маршрут оленьих стад при их перекочёвках к морю и обратно.
В 1958 году в Просундуе проживали 25 человек. В 1960-е годы жители выселка переехали в соседние сёла, последняя семья выехала в деревню Харитоновка. В 2007 году зятья бывшей жительницы Просундуя Домны Ивановны Чупровой - Анатолий Борисович Филиппов и Василий Фёдорович Сметанин установили памятник на месте расположения выселка Просундуй.